# Espace boisé classé
Pour les articles homonymes, voir EBC.

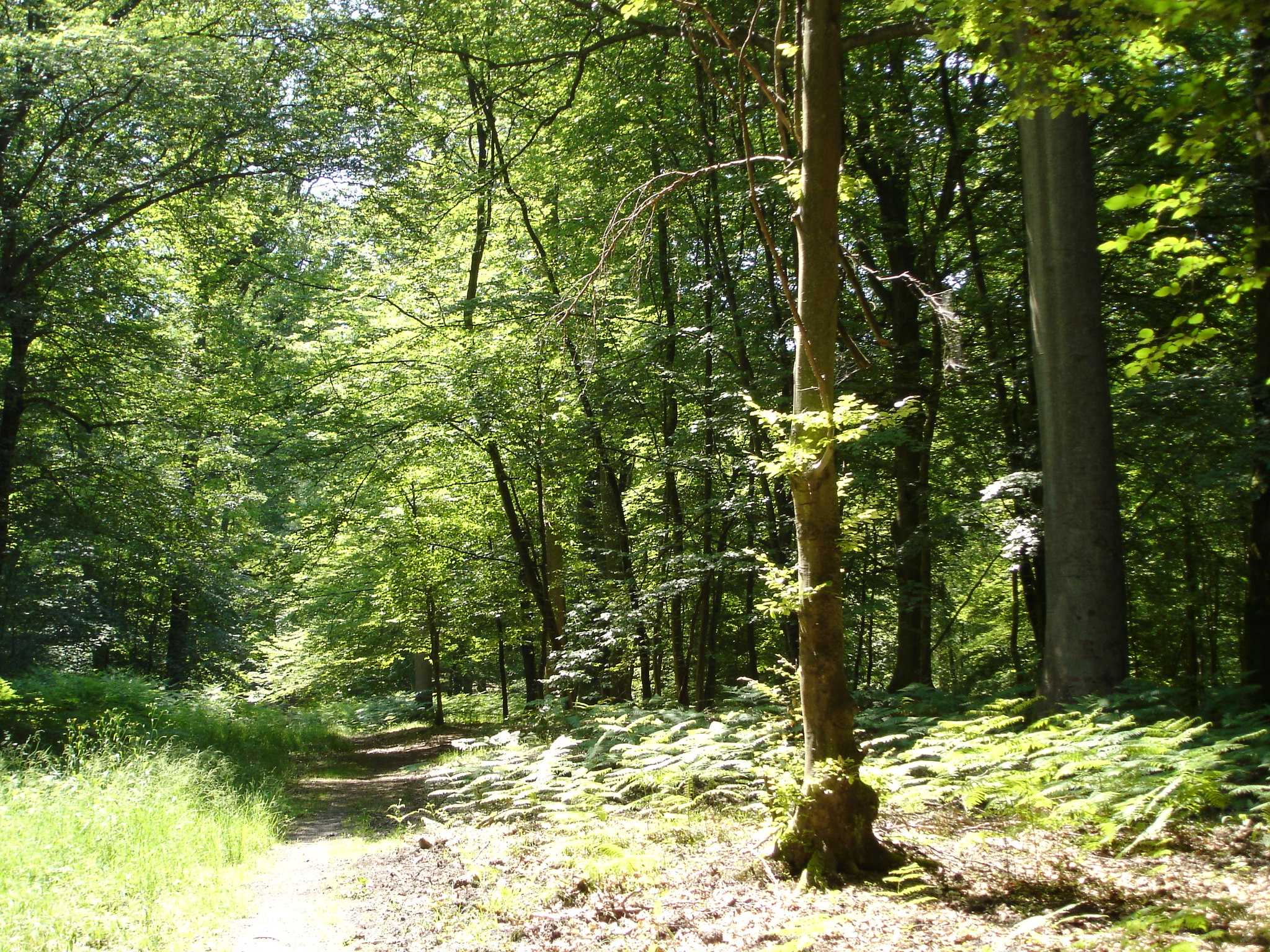
La forêt de Laigue.

En France, en application de l'article L. 113-1 du Code de l'urbanisme, les plans locaux d'urbanisme (PLU) peuvent classer les bois, forêts, parcs, arbres isolés, haies et plantations d'alignement comme espaces boisés à conserver, à protéger ou à créer (EBC). 
Un espace peut donc être classé de manière à le protéger avant même qu'il ne soit boisé et favoriser ainsi les plantations sylvicoles.

## Régime juridique des EBC

### Nature et effets du classement
Le classement en espace boisé classé (EBC) interdit les changements d'affectation ou les modes d'occupation du sol de nature à compromettre la conservation, la protection ou la création des boisements.
Le classement en EBC entraîne le rejet de plein droit des demandes d'autorisation de défrichement prévues par le Code forestier, et entraîne la création d'un régime de déclaration administrative avant toutes coupes et abattages d'arbres (suppression du régime d'autorisation au 01/10/2007).

#### Servitude
Le classement d’un terrain en zone d’espaces boisés s’oppose à ce qu’une servitude de passage soit consentie. En effet, la mise en œuvre d’une voie d’accès, bien que prévue aux termes d’une servitude conventionnelle de passage, a pour conséquence de modifier l’occupation des sols et ne pourrait donc être autorisée. 
La préservation des espaces boisés prévaut sur la libre institution d’une servitude de passage conventionnelle.  

### Création, modification et suppression du classement
La décision de création d'un EBC est normalement facultative, mais ce n'est pas le cas pour les communes soumises à la Loi littoral, pour lesquelles l'article L. 121-27 du Code de l'urbanisme dispose que le plan local d'urbanisme « classe en espaces boisés, au titre de l'article L. 113-1, les parcs et ensembles boisés existants les plus significatifs de la commune ou du groupement de communes, après avis de la commission départementale de la nature, des paysages et des sites. » .
Par ailleurs, la décision de classement n'est pas subordonnée à l'existence préalable d'un boisement, puisque la loi prévoit la possibilité de classer des terrains destinés à la création d'un boisement. De plus, depuis la réforme opérée par la « loi paysage » du 8 janvier 1993, la protection peut concerner un arbre isolé.
La jurisprudence a ainsi confirmé la légalité de la création d'un classement en vue de la réalisation d'une coulée verte entre deux zones urbanisées ou afin de contribuer à l'isolement acoustique d'une route bruyante. À l'inverse, le Tribunal administratif peut annuler un classement qui lui paraît injustifié.
Si la création d'un EBC peut être faite à l'occasion d'une création d'un Plan local d'urbanisme ou d'un Plan d'occupation des sols, de sa révision ou de sa modification, la réduction ou la suppression d'un EBC ne peut être faite que dans le cadre de la procédure lourde de révision ou de révision simplifiée du document d'urbanisme ou de sa mise en compatibilité avec un projet.
Le régime des EBC s'applique dès qu'il a été délimité dans un document d'urbanisme. Il ne nécessite en effet aucun règlement particulier qui l'adapterait au contexte local où il est instauré.
Le classement en EBC ne s'accompagne d'aucune indemnité pour le propriétaire, en application du principe de non-indemnisation des servitudes d'urbanisme posé à l'article L. 105-1 du Code de l'urbanisme. 

### Ouverture au public
Le classement en EBC a pour finalité la protection ou la création d'un espace boisé, et non son ouverture au public.
Toutefois, en application des dispositions de l'article L. 113-6 du Code de l'urbanisme, le propriétaire du terrain peut passer une convention avec une collectivité publique afin que l'espace boisé soit ouvert au public en contrepartie d'une prise en charge partielle ou totale du financement des dépenses d’aménagement, d’entretien, de réparation et des coûts d’assurances nécessités par l’ouverture au public de ces espaces.
Cette convention peut également intervenir pour permettre l’exercice des sports de nature.

## Les protections alternatives
D'autres protections des espaces boisés ou des espaces naturels existent dans le droit de l'urbanisme en France.
Il s'agit en particulier de la mise en œuvre de certains régimes de protection prévus à l'article L. 151-23 du Code de l'urbanisme :

« Le règlement peut identifier et localiser les éléments de paysage et délimiter les sites et secteurs à protéger pour des motifs d'ordre écologique, notamment pour la préservation, le maintien ou la remise en état des continuités écologiques et définir, le cas échéant, les prescriptions de nature à assurer leur préservation. Lorsqu'il s'agit d'espaces boisés, ces prescriptions sont celles prévues aux articles L. 113-2 et L. 421-4.
Il peut localiser, dans les zones urbaines, les terrains cultivés et les espaces non bâtis nécessaires au maintien des continuités écologiques à protéger et inconstructibles quels que soient les équipements qui, le cas échéant, les desservent. »

## Sanctions
Le non-respect des obligations imposées au titre d'un EBC ou d'une protection alternative est sanctionné par les articles L. 160-1 et L. 480-4 du Code de l'urbanisme.